# Amphisbaena spurelli
Amphisbaena spurelli är en ödleart som beskrevs av  George Albert Boulenger 1915. Amphisbaena spurelli ingår i släktet Amphisbaena och familjen Amphisbaenidae. Inga underarter finns listade i Catalogue of Life.